# ISO 3166-2:BA
Kódy ISO 3166-2 pro Bosnu a Hercegovinu identifikují 2 entity a 1 distrikt (stav v listopadu 2015). První část (BA) je mezinárodní kód pro Bosnu a Hercegovinu, druhá část sestává ze tří písmen identifikujících region či dvou číslic v případě kantonů.

## Seznam kódů
```
BA-BIH 
Federacija Bosna i Hercegovina
 (
Sarajevo
)
BA-SRP 
Republika Srpska
 (
Banja Luka
)
BA-BRC distrikt 
Brčko
```